# Ana-Misel Asimakopulu
Ana-Misel Asimakopulu, gr. Άννα-Μισέλ Ασημακοπούλου (ur. 27 marca 1967 w Nowym Jorku) – grecka polityk, prawniczka i działaczka samorządowa, posłanka do Parlamentu Hellenów, deputowana do Parlamentu Europejskiego IX kadencji.

## Życiorys
Córka fizyka i nauczyciela akademickiego Panajotisa Asimakopulu. Ukończyła ekonomię w Bryn Mawr College oraz prawo na Uniwersytecie Cornella. W międzyczasie studiowała w London School of Economics, a także w Hiszpanii i Francji. Praktykę prawniczą początkowo prowadziła w Nowym Jorku, zajmowała się też działalnością konsultingową w Belgii i Luksemburgu. W latach 90. osiedliła się w Grecji, gdzie w 1994 została dyrektorem fundacji Egnatia Ipiru, prowadzącej działania na rzecz rozwoju i ochrony dziedzictwa kulturowego w regionie Epir.
Zajęła się również aktywnością polityczną w ramach Nowej Demokracji. W 2007 została radną miejską w Janinie, a w 2010 zastępczynią burmistrza. W 2013 objęła funkcję rzeczniczki prasowej swojej partii.
W czerwcu 2012 uzyskała mandat posłanki do Parlamentu Hellenów. Skutecznie ubiegała się o reelekcję w wyborach w styczniu 2015 i wrześniu 2015. W 2019 została wybrana na deputowaną do Parlamentu Europejskiego IX kadencji.